# Caseros
Caseros est une localité argentine située dans le partido de Tres de Febrero, dans la province de Buenos Aires.

## Démographie
La localité compte 95 785 habitants (Indec, 2010).

## Religion
| Diocèse  | San Martín |
| -------- | --- |
| Paroisse | Monte Calvario-Santa Teresita, Nuestra Señora de la Medalla Milagrosa, Nuestra Señora de la Merced, Sagrado Corazón de Jesús, San José Obrero |